# Dworzec Wiedeński w Warszawie
Dworzec Wiedeński, Dworzec Warszawsko-Wiedeński, od 1919 Dworzec Główny – nieistniejący obecnie dworzec kolejowy (dworzec czołowy) w Warszawie, pierwszy w historii miasta. Był budowany od 14 lipca 1844 do 14 czerwca 1845 dla Kolei Warszawsko-Wiedeńskiej, według projektu Henryka Marconiego. Znajdował się na rogu Alei Jerozolimskich i ulicy Marszałkowskiej. 14 czerwca 1845 dokonano otwarcia dworca i pierwszego odcinka linii kolejowej do Grodziska.
Na początku XX wieku dworzec został rozbudowany o nowy budynek dla pasażerów przyjeżdżających (tzw. dworzec przyjazdowy), a w latach 1920–1921 od strony ul. Chmielnej wzniesiono tymczasowy drewniany budynek Dworca Głównego.
W okresie międzywojennym większa część budynku Dworca Wiedeńskiego została rozebrana w związku z budową warszawskiej linii średnicowej. Dworzec Wiedeński został zastąpiony przez nowoczesny budynek nowego Dworca Głównego, którego budowę rozpoczęto w 1932 (nie został ukończony; został wysadzony w styczniu 1945 przez Niemców, a ruiny rozebrane w 1952).

## Historia
Dworzec miał 160 m długości, tyle ile przeciętny pociąg w tamtych czasach. Został zaprojektowany tak, aby przypominał dwa stykające się parowozy. Elewacje miały formy charakterystyczne dla renesansu florenckiego. Składał się z dwupiętrowego środkowego gmachu, dwóch trzypiętrowych wież po bokach. Środkową część z wieżami łączyły piętrowe oficyny. W zachodniej wieży umieszczono telegraf, we wschodniej – zegar. Perony znajdowały się na tyłach budynku.
Przed dworcem posadzono dwa rzędy włoskich topoli. W środku nie było wielkiej hali. W niewielkich pomieszczeniach urządzono oddzielne kasy, poczekalnie i bufety dla pasażerów trzech klas, dla wojskowych, oddzielne pokoje dla dam i osób wysoko sytuowanych. W późniejszych latach dokonano niewielkiej rozbudowy oficyn. W czasie jednego z remontów usunięto rzeźby na balustradach w głównym budynku.

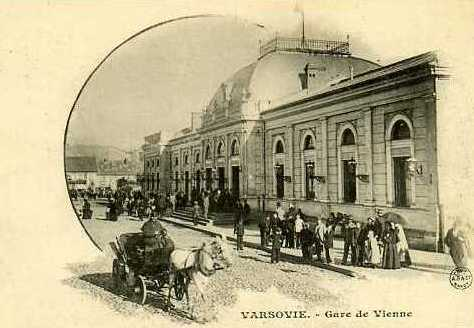
Dworzec przyjazdowy, ok. 1900

Dworzec szybko okazał się zbyt mały na potrzeby rosnącego ruchu pasażerskiego. Pod koniec XIX wieku podjęto decyzję o budowie nowego dworca. Sporządzenie projektu zlecono Józefowi Hussowi. Nowy dworzec miał być wzorowany na dworcu Kolei Magdebursko-Halbersztadzkiej w Berlinie. Miał mieć neorenesansową elewację przypominającą łuk triumfalny. W środku miała znajdować się wielka hala z peronami nakryta przeszklonym, walcowatym dachem. Fasada miała być zwrócona w stronę ulicy Marszałkowskiej, a nie jak dotychczas w stronę Alei Jerozolimskich. Projekt nie został zaakceptowany, gdyż nie przewidywał połączenia z szerokimi torami towarzystw kolejowych z lewego brzegu Wisły. Władze zażądały również zmiany elewacji z neorenesansowej na bizantyjską, na co nie zgodził się projektant.
Ostatecznie w 1900 dobudowano od strony ulicy Chmielnej niewielki eklektyczny dworzec przyjazdowy, nazwany „Nową Poczekalnią”. Nowy budynek dworca miał 62 m długości i 13,5 m szerokości. Stary budynek dworca służył głównie osobom wyjeżdżającym.
Po zajęciu miasta przez wojska niemieckie w sierpniu 1915 nazwa dworca została zmieniona na Haupt-Bahnhof Warschau (Dworzec Główny Warszawa), a we wrześniu 1915 na Wiener Bahnhof (Dworzec Wiedeński).
Po odzyskaniu przez Polskę niepodległości stację kolejową, którą obsługiwał dworzec, nazwano Warszawa Główna. Od  1919 dworzec nosił nazwę Dworzec Główny.

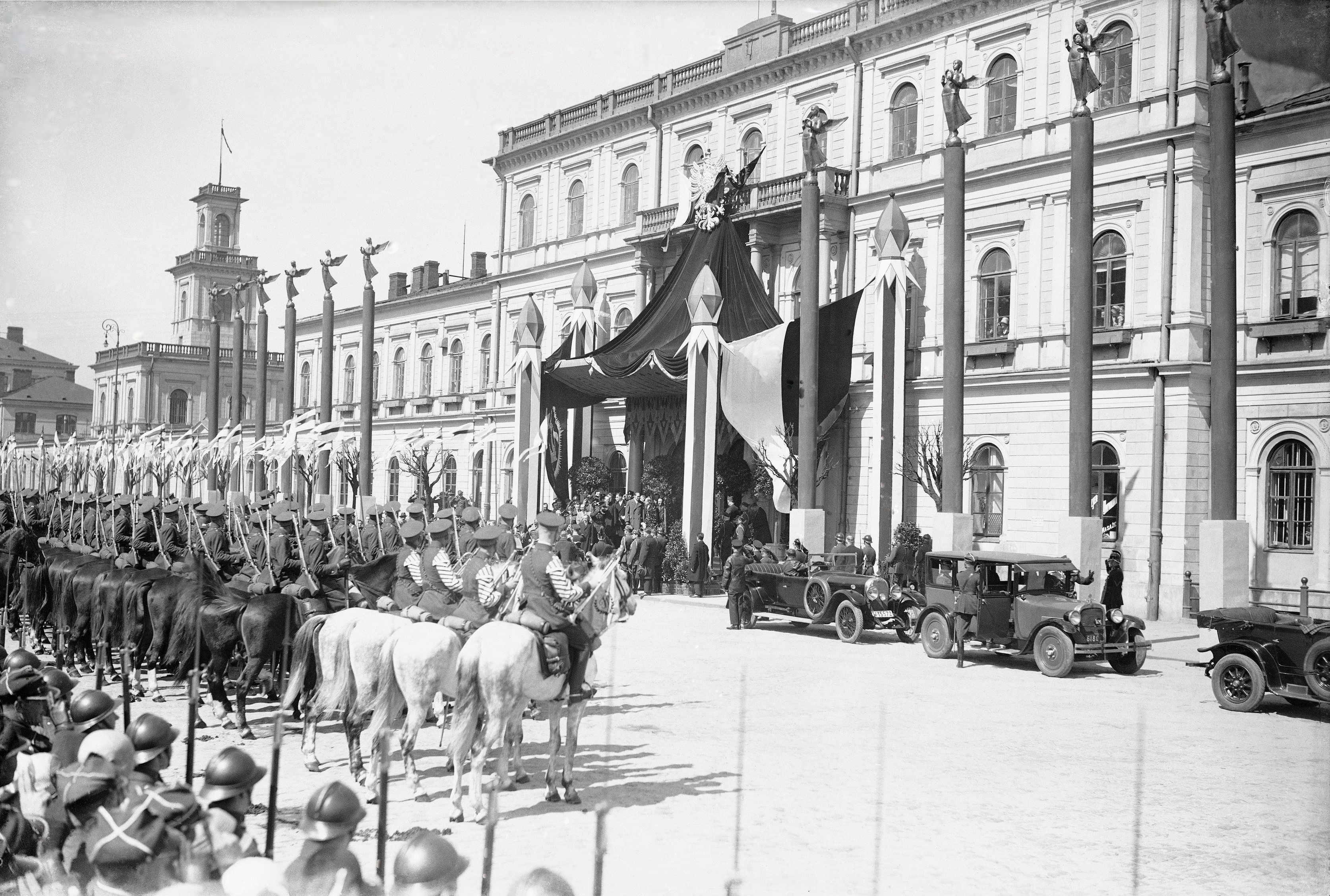
1 Pułk Szwoleżerów oraz oficjalna delegacja w oczekiwaniu na powitanie króla Afganistanu Amanullaha Chana przed udekorowanym Dworcem Wiedeńskim, kwiecień 1928 roku

W latach 1920–1921, w związku z rozpoczynającymi się pracami nad przebudową warszawskiego węzła kolejowego, w pobliżu Dworca Wiedeńskiego od strony ul. Chmielnej wzniesiono drewniany budynek tymczasowego Dworca Głównego. Miał on przejąć funkcje Dworca Wiedeńskiego po jego przewidywanej rozbiórce. Budynek zaprojektowali Tadeusz Zieliński i Maksymilian Bystydzieński. Dworcem Głównym zaczął być oficjalnie nazywany kompleks historycznego Dworca Wiedeńskiego wraz z tymczasowym drewnianym budynkiem z 1921.
W latach 30. XX wieku rozpoczęto budowę linii średnicowej. Wymagało to odsunięcia przyszłego dworca na zachód oraz zburzenia skrzydła zachodniego Dworca Wiedeńskiego, aby zmieścić przed nim głowicę torową wschodnią wychodzącą spod Al. Jerozolimskich. Częściowo na miejscu zburzonego skrzydła zachodniego (z wieżą telegrafu) rozpoczęto budowę nowoczesnego Dworca Głównego nad torami linii średnicowej. Pozostała część budynku została spalona we wrześniu 1939.
Ruiny wieży zegarowej dworca wysadzono podczas odgruzowywania tej części miasta w maju 1947. Została ona upamiętniona w 1955 (niezachowaną) tablicą w miejscu placyku („patelni“) przed wejściem do stacji metra Centrum.

## Upamiętnienie
- W czasie budowy placu Defilad w 1955 r. niedaleko miejsca wieży wschodniej (znajdowała się tam, gdzie znajduje się jezdnia poszerzonej ul. Marszałkowskiej) pojawiła się tablica pamiątkowa z tekstem: Tu stała wieża zegarowa dworca Kolei Warszawsko-Wiedeńskiej. Tablica zaginęła podczas budowy stacji metra. W tym miejscu znajduje się zagłębiony plac (tzw. patelnia) przed stacją Centrum[15].
- Tablica pamiątkowa na pawilonie wschodnim dworca Warszawa Śródmieście wmurowana w latach 60. XX wieku[16].

## Galeria

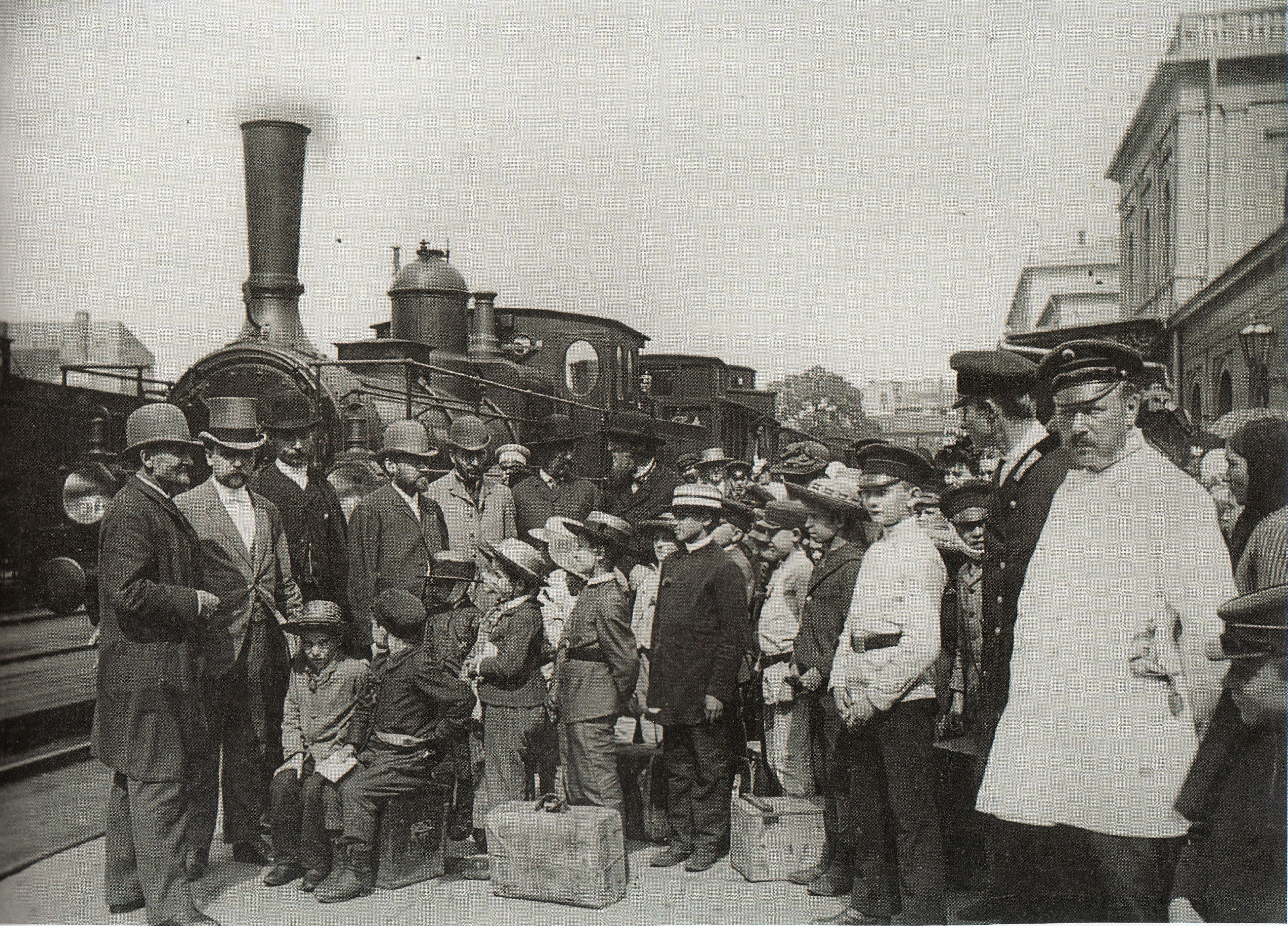
Grupa chłopców wyjeżdżająca z dworca na kolonie letnie (1892)
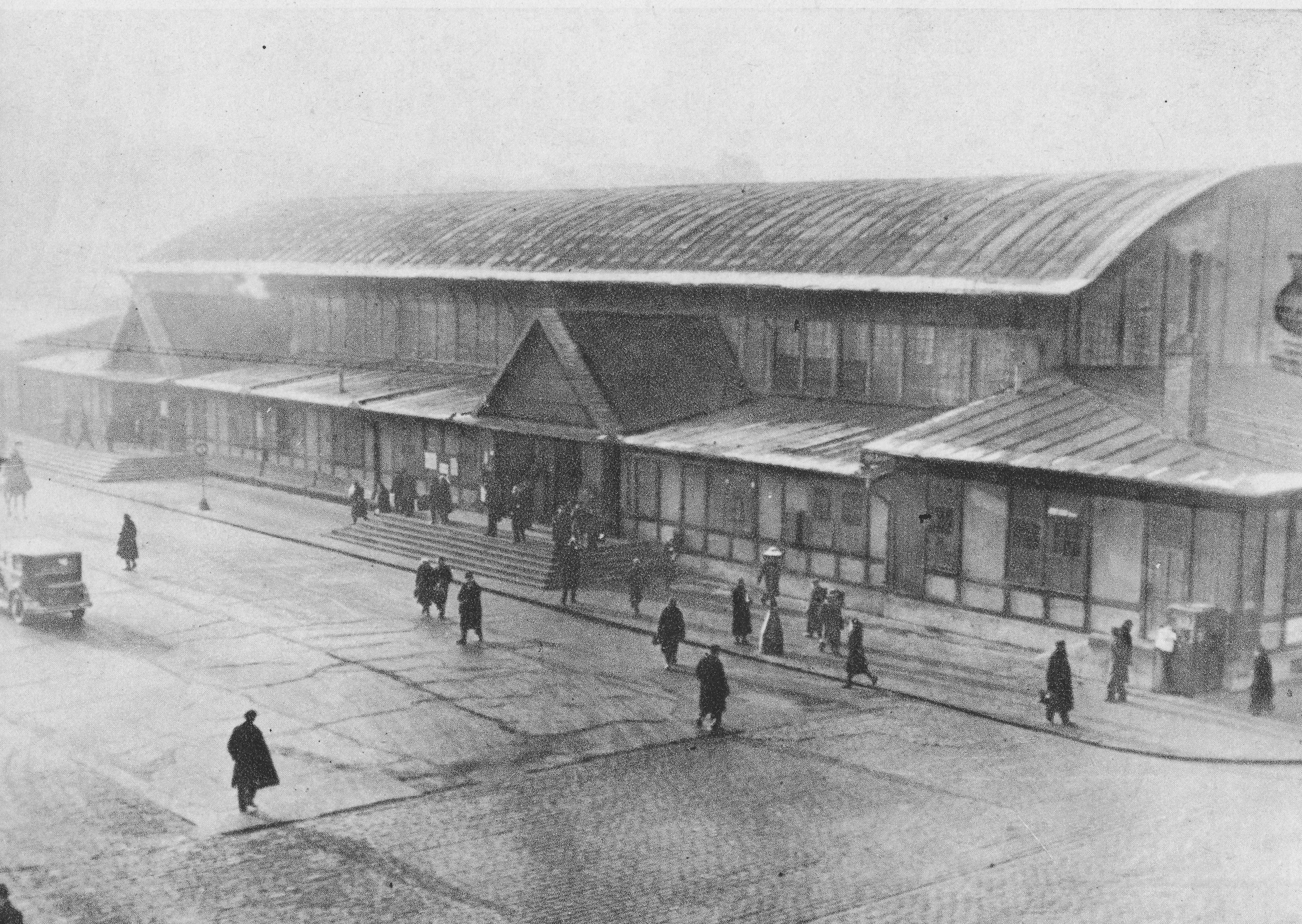
Tymczasowy drewniany budynek dworca przy ul. Chmielnej, wzniesiony na początku lat 20.
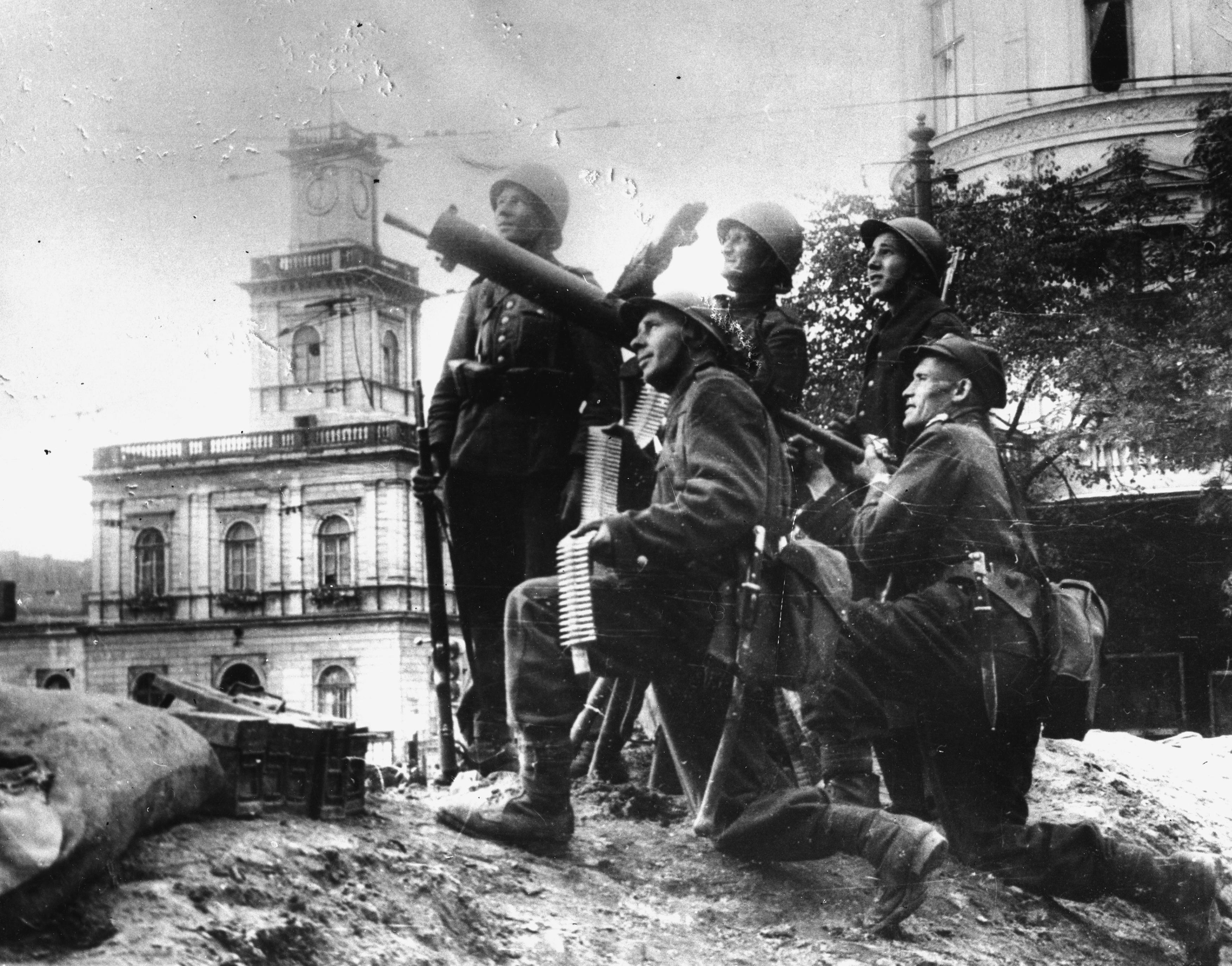
Stanowisko przeciwlotniczego ckm wz. 30 w pobliżu Dworca Wiedeńskiego
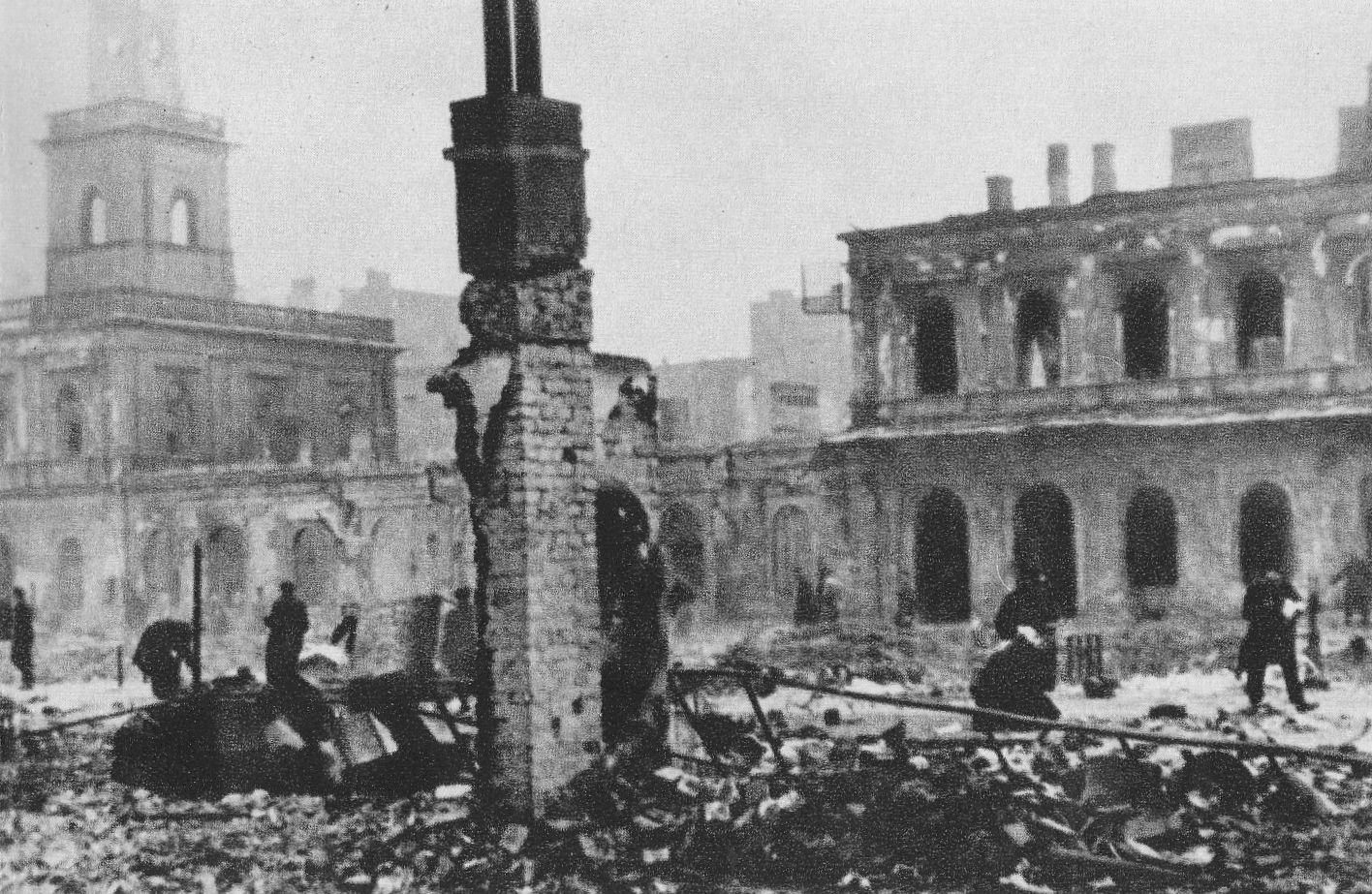
Zniszczony budynek dworca podczas obrony Warszawy w 1939
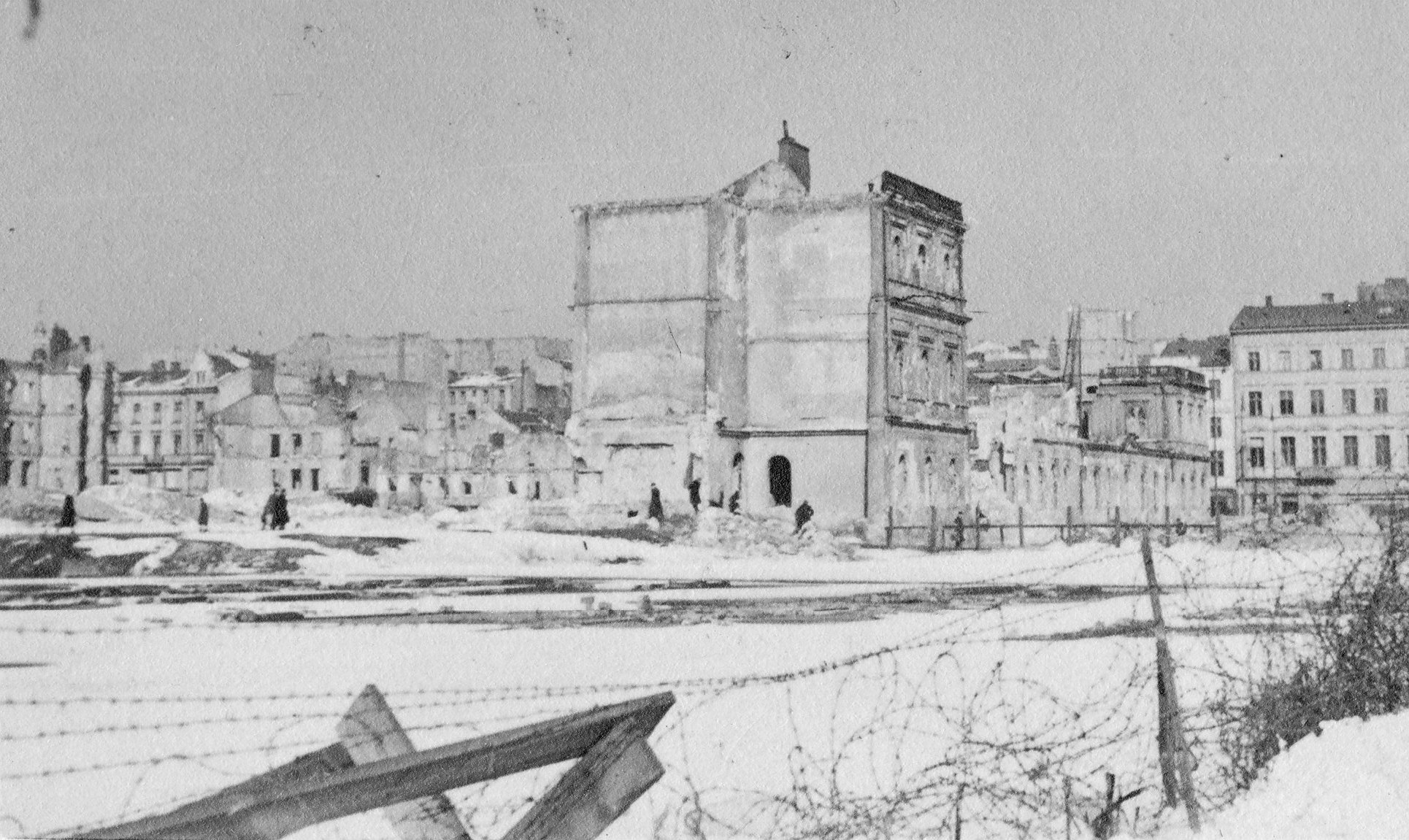
Ruiny Dworca Wiedeńskiego, 1940−1943
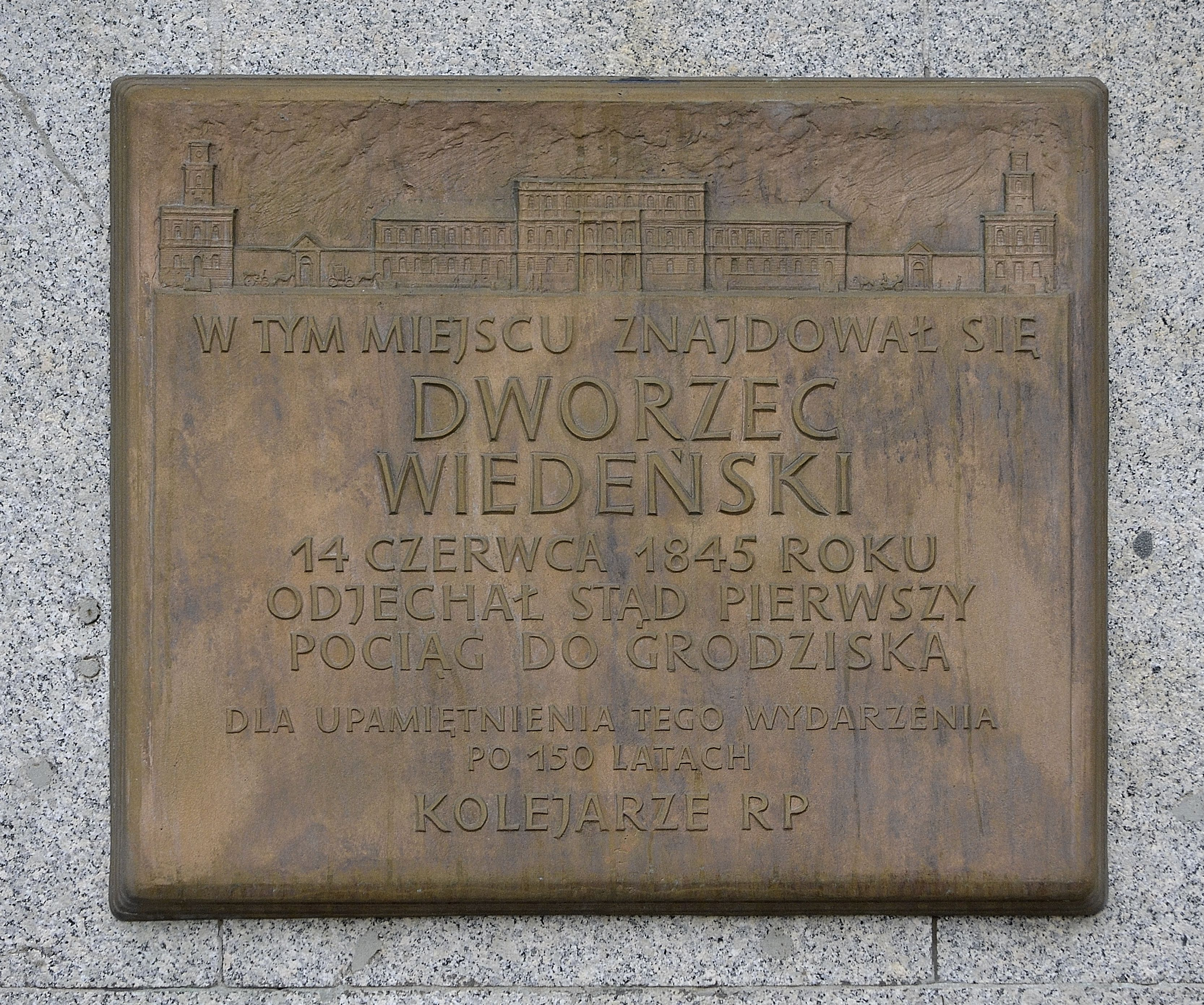
Tablica pamiątkowa na pawilonie wschodnim dworca Warszawa Śródmieście